# Altissa

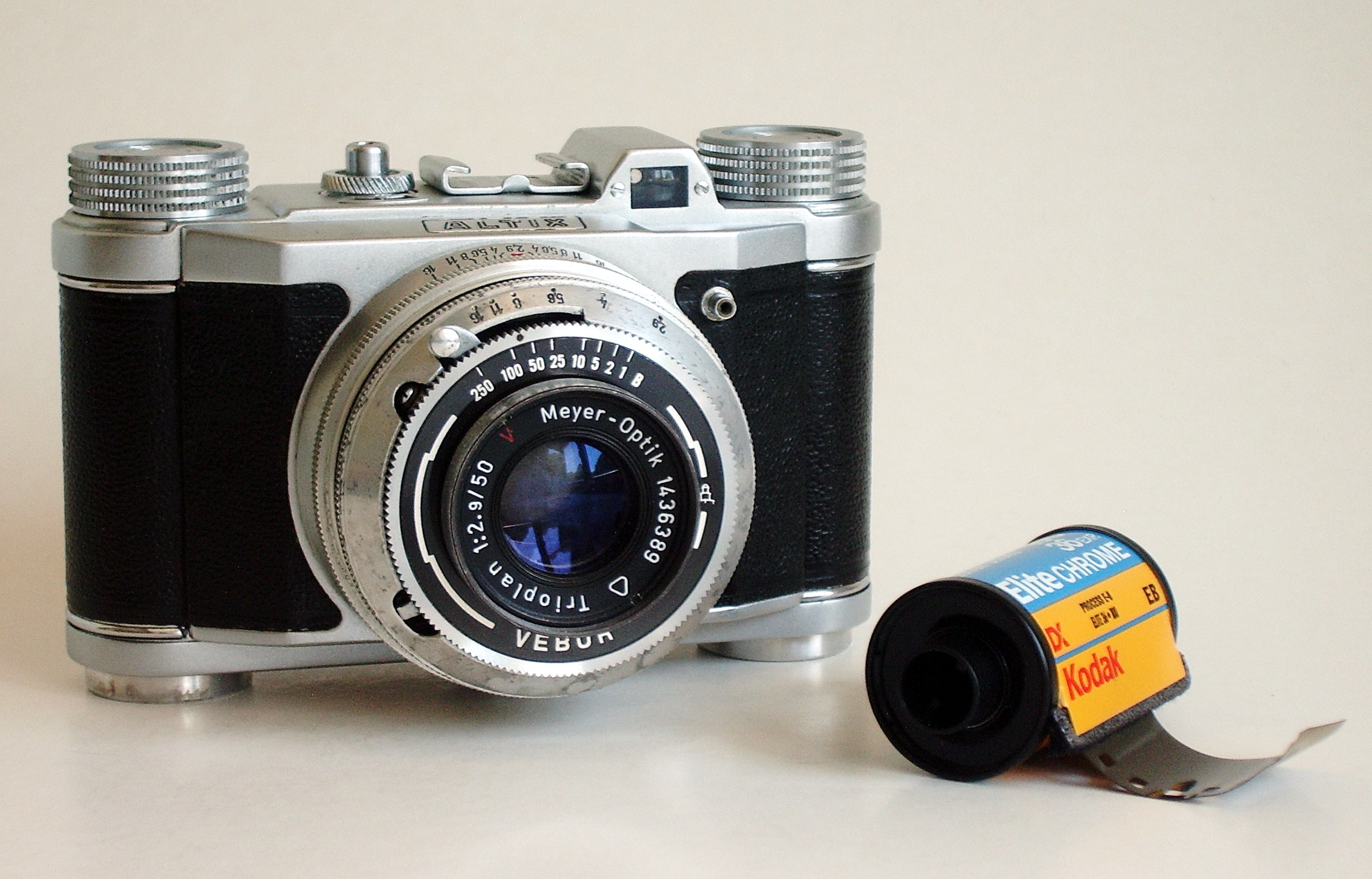
Die Altix-Kamera, das bekannteste Produkt der Altissa-Werke, hier mit Trioplan-Objetiv

Altissa ist die Kurzfassung der Firma eines verschiedentlich umbenannten Unternehmens der Dresdner Kameraindustrie. Am bekanntesten ist Altissa als Produzent der Altix-Kameras.

## Geschichte
Das Unternehmen wurde 1904 als „Photographische Manufaktur Ingenieur Richard Knoll“ in Dresden gegründet.
Emil Hofert übernahm es 1926 und benannte es 1927 in „Fabrik photographischer Artikel Emil Hofert vorm. Richard Knoll“ um. Er begann mit dem Bau von Boxkameras, da die Dresdner Konkurrenz diesen Kameratyp nicht produzierte. Nach Emil Hoferts Leitgedanken sollten Kunden mit wenig Geld einfache, aber präzise arbeitende Kameras erwerben können. Seine erfolgreichen Boxkameras präsentierte er regelmäßig auf den Leipziger Messen.
1931 kam es zu einer Umgründung in „Emil Hofert ‘Eho’ Kamera-Fabrik Emil Hofert GmbH“. Etwas später erfolgte die Umbenennung in „‘Eho’ Kamera-Fabrik Emil Hofert GmbH“.
Der Kaufmann Berthold Altmann übernahm das Unternehmen im Oktober 1934 und im Januar 1935 wandelte er es von einer Kapital- in eine Privatgesellschaft um, ganz den Wünschen der Naziführung entsprechend. Das nun als „‘Eho’ Kamera-Fabrik Emil Hofert GmbH Inhaber Berthold Altmann“ firmierende Unternehmen hatte zu jener Zeit 60 Mitarbeiter.
1940 entschied sich Berthold Altmann für den Namen „Amca-Camera-Werk Berthold Altmann“ (Amca = „Altmann-Cameras“).
Ab 1940 musste der Betrieb der Rüstungsindustrie zuliefern. 
1941 kam das Unternehmen erstmals zu seinem heute noch bekannten Namen Altissa.
Von 1941 bis 1952 hieß das Unternehmen dann „Altissa-Camera-Werk Berthold Altmann“. 
Im Februar 1945 fiel das Werk den Bombenangriffen auf Dresden vollständig zum Opfer.
1946 erfolgte der gewerbliche Neuanfang mit etwa 30 Mitarbeitern in der Blasewitzer Straße 17.
Dort wurden ab 1948 als „Aldo-Feingeräte GmbH“ Mikroskope und Kamera-Zubehör gefertigt.

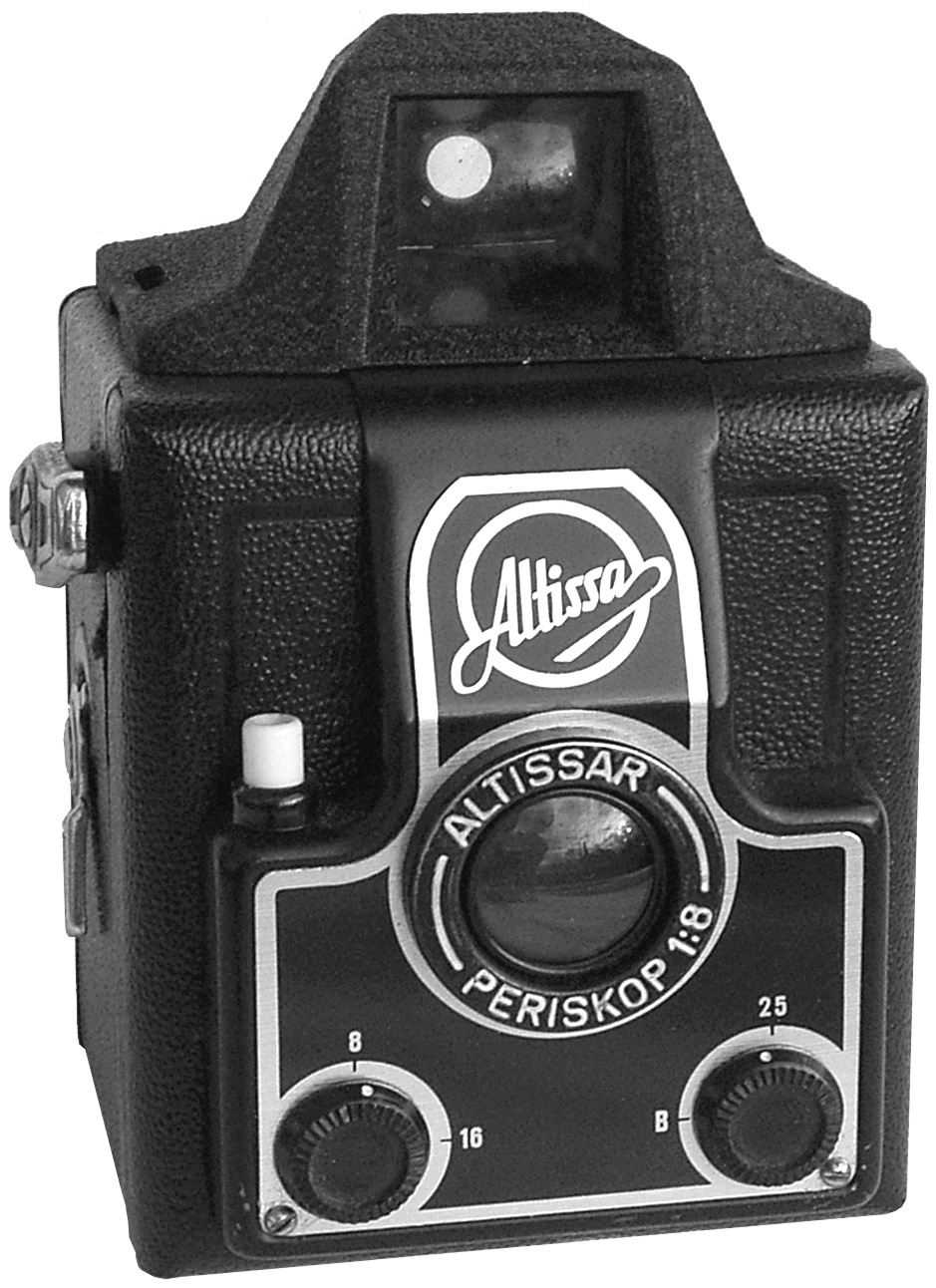
Boxkamera von Altissa, 1951

1951 beschäftigte Altissa 160 Mitarbeiter.
1952 wurde Altissa verstaatlicht. Berthold Altmann verließ die DDR in Richtung Bundesrepublik. Nach Umwandlung in einen Volkseigenen Betrieb hieß das Unternehmen „VEB OPTIK Altissa-Camera-Werk“. Das Unternehmen wurde der „Vereinigung Volkseigener Betriebe (VVB) OPTIK“ in Jena unterstellt.
Altissa wuchs weiter und beschäftigte 1953 ca. 300 Mitarbeiter.
Nach weiteren Umorganisationen hieß Altissa dann „VEB Altissa-Camera-Werk“.
Dieses wurde 1959 in die „VEB Kamera- und Kinowerke Dresden“, d. h. in den späteren VEB Pentacon, eingegliedert. Während zunächst weiter in der Blasewitzer Straße produziert wurde, gingen Verwaltung und Konstruktionsabteilung unmittelbar im „VEB Kamera- und Kinowerke Dresden“ auf. Die Produktion unter dem Markennamen Altissa wurde bald eingestellt; die Restbestände verkauft.